# Fortim romano de Casa Branca
O Fortim romano de Casa Branca, igualmente conhecido como Recinto fortificado romano de Casa Branca, é um sítio arqueológico situado entre as aldeias de Odivelas e Alfundão, no concelho de Ferreira do Alentejo, em Portugal.

## Descrição
O fortim consiste numa estrutura situada na margem direita do Barranco da Casa Branca, num monte próximo do local onde uma pequena linha de água desagua no barranco. Este sítio foi escolhido devido à sua localização predominante em relação à peneplanície, permitindo vigiar uma vasta zona em redor, tendo o monte sido ainda aumentado, atingindo uma altura de cerca de cem metros. Estava situado numa zona fronteiriça do território administrado pela cidade de Pax Julia (Beja), e por onde provavelmente passavam importantes estradas romanas, incluindo uma de Pax Julia a Salacia (Alcácer do Sal), e um ramal daquela até Vipasca (Aljustrel). Devido à sua localização, o forte terá sido implantado como parte de um esforço para a colonização do território, numa altura em que ainda se verificava alguma instabilidade, ou então apenas serviu apenas como ponto de controlo das vias de comunicação.
O complexo tem uma forma rectangular, embora irregular, apresentando cerca de 80 m de comprimento por 60 m de largura. Foi edificado com pedras basálticas da região, que foram especialmente reforçadas na fachada Norte, onde provavelmente teria a entrada. Faz parte de um conjunto de estruturas conhecidas como aparelhos ciclópicos, tendo sido identificados outros exemplares no Alentejo e em Espanha. Foram recolhidos fragmentos de tégulas no exterior do forte, que podem indicar a presença de outros edifícios em redor.
Em termos de espólio, também foram encontrados dois pedaços de mó, blocos de escória e fragmentos de cerâmica. Estes incluem asas de ânforas béticas, partes de potes ou panelas, o fundo de um almofariz de pé anelar e outro de uma tigela ou prato anelar, vários grandes contentores que apresentavam um bordo de perfil sinuoso e pegas de recipiente abertas, de forma cilíndrica oca, que se ligavam directamente ao bordo, e um elemento indeferenciado da época republicana, que evidencia a antiguidade do domínio romano no local.

## História
Devido ao espólio encontrado no local, o fortim foi provavelmente ocupado desde a segunda metade do século I a.C. até meados do século I d.C., altura em que predominavam na região as ânforas fabricadas na Hispânia meridional, contexto que é reforçado pela ausência de ânforas lusitanas.